# Antoine Thomson d'Abbadie
Antoine Thomson d'Abbadie (Dublino, 3 gennaio 1810 – Parigi, 20 marzo 1897) è stato un esploratore, geografo, numismatico ed astronomo francese.
Fu particolarmente famoso per i suoi viaggi in Etiopia durante la prima metà del diciannovesimo secolo. Era il fratello maggiore di Arnaud Michel d'Abbadie e come questi nacque a Dublino da padre francese e madre irlandese.

## Biografia
La famiglia si trasferì in Francia nel 1818 ed i due fratelli ricevettero una solida formazione scientifica.
Nel 1835 l'Accademia francese delle scienze inviò Antoine in Brasile per una spedizione scientifica. I risultati furono pubblicati molto più tardi (1873) con il titolo Observations relatives à la physique du globe faites au Bresil et en Ethiopie. Il giovane Antoine passò del tempo in Algeria prima di partire nel 1837 con il fratello minore per l'Etiopia, sbarcando nel febbraio del 1838 a Massaua.
Assieme al fratello visitò diverse parti dell'Etiopia, comprese le zone poco note di Ennarea e Kaffa, nei territori dei Galla. A volte viaggiavano insieme mentre a volte erano separati. I due fratelli incontrarono molte difficoltà ed anche molte avventure e furono coinvolti in intrighi politici, specialmente Antoine che esercitava la sua influenza a favore della Francia e dei missionari cattolici. Dopo aver raccolto molte ed importanti informazioni sulla geografia, geologia, archeologia, cartografia e storia naturale dell'Etiopia, oltre che diverse notizie sulle etnie che vi vivevano, compresi studi sulle lingue e sui costumi, i fratelli fecero ritorno in Francia nel 1848 e iniziarono a preparare i loro materiali per la pubblicazione.
Antoine fu coinvolto in una serie di controversie collegate sia ai risultati geografici che agli intrighi politici. In particolare fu criticato da Charles Tilstone Beke, che attaccò la sua attendibilità, specialmente riguardo al viaggio a Kana. Ma il tempo e le ricerche degli esploratori successivi hanno mostrato che Abbadie era degno di fede quanto ai fatti anche se aveva torto nella conclusione – fortemente contestata da Beke – che il Nilo azzurro fosse il ramo principale.
Le risultanze topografiche delle sue esplorazioni furono pubblicate a Parigi tra il 1860 ed il 1873 in Geodesie d'Ethiopie, con tutte le informazioni più importanti ed illustrate da dieci mappe.
Del libro Geographie de l'Ethiopie (Parigi, 1890) fu pubblicato solo il primo volume. In Un Catalogue raisonné de manuscrits ethiopiens (Parigi, 1859) c'è la descrizione di 234 manoscritti Etiopi raccolti da Abbadie. Compilò anche diversi vocabolari, compreso un Dictionnaire de la langue amariñña (Parigi, 1881), e preparò un'edizione del Pastore di Erma, con la versione in Latino, nel 1860.
Abbadie pubblicò numerosi lavori sulla geografia dell'Etiopia, sulle monete etiopi e sulle antiche iscrizioni. Con il titolo di Reconnaissances magnetiques pubblicò nel 1890 un'anticipazione delle sue osservazioni sul magnetismo effettuate nei suoi numerosi viaggi nel Mar Rosso e nel Levante. Un resoconto generale dei viaggi dei due fratelli fu pubblicato da Arnaud inel 1868, con il titolo di Douze ans dans la Haute Ethiopie.
Morì nel 1897 e lasciò all'Accademia delle scienze una proprietà nei Pirenei, che produceva un reddito annuale di 40 000 franchi, per le realizzazione, entro 50 anni, di un catalogo di mezzo milione di stelle. Il fratello Arnaud era morto nel 1893.

## Attività e onorificenze
Antoine, ed il fratello Arnaud, ricevettero la medaglia d'oro della Société de Géographie nel 1850. Antoine fu fatto cavaliere della Légion d'honneur e divenne membro della Académie des sciences francese.

## Opere
- 1859 – Catalogue raisonné de manuscrits èthiopiens1859
- 1859 – Résumé Géodésique des positions déterminées en Ethiopie
- 1860-73 – Géodésie d'Éthiopie ou Triangulation d'une patrie de la haute Ethiopie (4 volumi)
- 1873 – Observations relatives à la physique du globe, faites au Brésil et en Ethiopie
- 1881 – Recherches sur la verticale
- 1881 – Dictionnaire de la langue Amariñña
- 1890 – Reconnaissances magnetiques
- 1890 – Géographie de l'Éthiope
- Antoine d'Abbadie e Rodolphe Radau, Géodésie d'une partie de la Haute Éthiopie Benjamin Duprat, 1860, originale alla Ghent University
- Antoine d'Abbadie, Catalogue raisonné de manuscrits éthiopiens Catalogue raisonné de manuscrits éthiopiens: appartenant ad Antoine d'Abbadie, correspondant de l'Institut de France (Académie des sciences), membre correspondant de l'Académie de Toulouse et de l'Association britannique pour l'avancement des sciences. Imprimé par autorisation de l'Empereur a l'Impr. Impériale, 1859, originale alla Università di Princeton
- Antoine d'Abbadie, Études grammaticales sur la langue euskarienne A. Bertrand, 1836, originale alla Biblioteca Pubblica di Lione (Bibliothèque Jésuite des Fontaines)